# Y Vinh Tơr
Y Vinh Tơr (sinh ngày 16 tháng 8 năm 1976) là người M'Nông, chính trị gia nước Cộng hòa xã hội chủ nghĩa Việt Nam. Ông hiện là Ủy viên dự khuyết Ban Chấp hành Trung ương Đảng Cộng sản Việt Nam khóa XIII, Thứ trưởng Bộ Dân tộc và Tôn giáo, Đại biểu Quốc hội Việt Nam khóa XV, Trưởng Đoàn Đại biểu Quốc hội tỉnh Đắk Lắk. Ông nguyên là Ủy viên Ban Thường vụ Tỉnh ủy, Chủ tịch Hội đồng nhân dân tỉnh Đắk Lắk; Phó Chủ tịch Hội đồng nhân dân tỉnh Đắk Lắk; Bí thư Thị ủy thị xã Buôn Hồ, tỉnh Đắk Lắk; Bí thư Đảng ủy Khối các cơ quan tỉnh Đắk Lắk; Ủy viên Ban Chấp hành Trung ương Đoàn Thanh niên Cộng sản Hồ Chí Minh, Bí thư Tỉnh đoàn tỉnh Đắk Lắk.
Y Vinh Tơr là Đảng viên Đảng Cộng sản Việt Nam, học vị Kỹ sư Lâm sinh, Thạc sĩ Quản lý công, Cao cấp lý luận chính trị. Ông là chính trị gia người dân tộc thiểu số ở Tây Nguyên xuất phát từ công tác thanh niên.

## Xuất thân và giáo dục
Y Vinh Tơr sinh ngày 16 tháng 8 năm 1976 tại phường Tân Lập, thị xã Buôn Ma Thuột, nay là thành phố tỉnh lỵ tỉnh Đắk Lắk, Việt Nam, quê quán tại xã Đắk Liêng, huyện Lắk, tỉnh Đắk Lắk. Ông là người M'Nông, lớn lên và tốt nghiệp 12/12 ở Buôn Ma Thuột, sau đó theo học đại học ngành Lâm nghiệp từ năm 1994, tốt nghiệp Kỹ sư chuyên ngành Lâm sinh năm 1998, trình độ C tiếng Anh. Tháng 4 năm 2010, ông tới Hà Nội, theo học cao học tại chức tại Trường Đại học Kinh tế, Đại học Quốc gia Hà Nội và nhận bằng Thạc sĩ chuyên ngành Quản lý công vào tháng 7 năm 2011. Y Vinh Tơr được kết nạp vào Đảng Cộng sản Việt Nam vào ngày 23 tháng 3 năm 2003, trở thành đảng viên chính thức ngày 23 tháng 3 năm 2004. Trong quá trình hoạt động Đảng và Nhà nước, ông theo học các khóa tại Học viện Chính trị Quốc gia Hồ Chí Minh chi nhánh Khu vực III – Đà Nẵng từ tháng 8 năm 2006 đến tháng 7 năm 2007, nhận bằng Cao cấp lý luận chính trị. Nay, ông thường trú tại Tổ dân phố 1, phường Tân Lập, thành phố Buôn Ma Thuột, tỉnh Đắk Lắk.

## Sự nghiệp

### Công tác thanh niên
Tháng 1 năm 2000, Y Vinh Tơr bắt đầu sự nghiệp của mình khi được tuyển dụng vào lâm trường, vị trí nhân viên Phòng Kỹ thuật, Lâm trường huyện Lắk, tỉnh Đắk Lắk. Cùng năm, ông được luân chuyển tạm thời làm Chuyên viên Phòng Bảo trợ xã hội, Sở Lao động – Thương binh và Xã hội tỉnh Đắk Lắk từ tháng 7 đến tháng 9, và bắt đầu công tác thanh niên từ tháng 10 cùng năm ở Đoàn Thanh niên Cộng sản Hồ Chí Minh tỉnh Đắk Lắk với vị trí Chuyên viên Văn phòng Tỉnh đoàn. Năm 2002, ông được bầu làm Ủy viên Ban Chấp hành Tỉnh đoàn, nhậm chức Phó Trưởng ban Công tác thanh niên vào tháng 4 năm 2004. Tháng 5 năm 2005, ông được bổ nhiệm làm Trưởng ban Thanh niên Nông thôn, Công dân và Đô thị, và được bầu vào Ban Thường vụ Tỉnh đoàn. Tháng 1 năm 2006, ông nhậm chức Chánh Văn phòng Tỉnh đoàn, rồi Trưởng ban Tổ chức – Kiểm tra Tỉnh đoàn vào tháng 8 cùng năm.
Tháng 11 năm 2008, Y Vinh Tơr được bầu làm Phó Bí thư kiêm Chủ nhiệm Ủy ban Kiểm tra Tỉnh đoàn khóa IX, nhiệm kỳ 2007 – 2012. Tháng 8 năm 2011, ông được bầu làm Bí thư Tỉnh đoàn Đắk Lắk và tái đắc cử chức vụ này vào năm 2012, khóa X, nhiệm kỳ 2012 – 2017. Tháng 10 năm  2012, Đảng bộ tỉnh Đắk Lắk tổ chức hội nghị, quyết định bổ sung ông làm Ủy viên Ban Chấp hành Đảng bộ tỉnh khóa XV, phân công kiêm nhiệm Bí thư Đảng ủy Khối các cơ quan tỉnh. Tháng 12 cùng năm 2012, tại Đại hội đại biểu toàn quốc Đoàn Thanh niên Cộng sản Hồ Chí Minh, ông được bầu làm Ủy viên Ban Chấp hành Trung ương Đoàn. Tính đến năm 2014, ông có gần 15 năm công tác thanh niên ở Đắk Lắk.

### Đắk Lắk
Tháng 9 năm 2014, Y Vinh Tơr được miễn nhiệm vị trí Bí thư Tỉnh đoàn, kết thúc công tác thanh niên, chuyển sang giai đoạn mới khi chuyên chức làm Bí thư Đảng ủy Khối các cơ quan tỉnh. Tháng 10 năm 2015, tại Đại hội Đảng bộ tỉnh Đắk Lắk lần thứ 16, ông tái đắc cử là Tỉnh ủy viên. Tháng 12 cùng năm, Tỉnh ủy Đắk Lắk điều chuyển ông về thị xã Buôn Hồ, vào Ban Thường vụ Thị ủy, nhậm chức Bí thư Thị ủy Buôn Hồ, lãnh đạo thị xã này cả nhiệm kỳ. Ngày 15, tháng 10 năm 2020, tại Đại hội Đảng bộ tỉnh Đắk Lắk lần thứ 17, ông tiếp tục tái đắc cử Tỉnh ủy viên, được bầu làm Ủy viên Ban Thường vụ Tỉnh ủy khóa XVII. Tháng 1 năm 2021, Y Vinh Tơr là đại biểu tại Đại hội Đại biểu toàn quốc Đảng Cộng sản Việt Nam lần thứ 13 và được bầu làm Ủy viên dự khuyết Ban Chấp hành Trung ương Đảng Cộng sản Việt Nam khóa XIII, nhiệm kỳ 2021 – 2026 vào ngày 30 tháng 1.
Ngày 19 tháng 3 năm 2021, Hội đồng nhân dân tỉnh Đắk Lắk tổ chức kỳ họp chuyên đề, nhất trí tỷ lệ 76/76 (100%) bầu Y Vinh Tơr làm Phó Chủ tịch Hội đồng nhân dân tỉnh Đắk Lắk khóa IX, ông cũng được miễn nhiệm chức vụ Bí thư Thị ủy Buôn Hồ vào thời gian này. Tháng 5 năm 2021, ông trúng cử Đại biểu Hội đồng nhân dân tỉnh Đắk Lắk, và vào kỳ họp thứ nhất để kiện toàn các chức danh lãnh đạo chủ chốt nhiệm kỳ mới của Hội đồng nhân dân tỉnh khóa X, ông được bầu làm Chủ tịch Hội đồng nhân dân tỉnh Đắk Lắk nhiệm kỳ 2021 – 2026. Tính đến năm 2021, ông cũng là Đại biểu Hội đồng nhân dân tỉnh Đắk Lắk ba nhiệm kỳ từ năm 2011.

### Trung ương
Ngày 28 tháng 6 năm 2022, Y Vinh Tơr được điều về trung ương, Thủ tướng Phạm Minh Chính quyết định bổ nhiệm ông làm Thứ trưởng, Phó Chủ nhiệm Ủy ban Dân tộc.

## Đại biểu Quốc hội
Tháng 4 năm 2021, Y Vinh Tơr ứng cử Đại biểu Quốc hội Việt Nam, thuộc nhóm Đảng, Chính quyền Đắk Lắk. Ông là ứng cử viên của đơn vị bầu cử số ba, gồm thị xã Buôn Hồ và các huyện Ea H'Leo, Krông Búk, Krông Năng, Ea Kar. Ông đã trúng cử với tỷ lệ 77,01%, trở thành Đại biểu Quốc hội khóa XV nhiệm kỳ 2021 – 2026, đồng thời là Tổ trưởng tổ Đảng, Trường Đoàn Đại biểu Quốc hội tỉnh Đắk Lắk.

## Khen thưởng
Trong sự nghiệp của mình, Y Vinh Tơr nhận được những giải thưởng như:
- Bốn (4) bằng khen của Chủ tịch Ủy ban nhân dân tỉnh Đắk Lắk về hoàn thành xuất sắc nhiệm vụ năm 2004, 2006, 2008, 2012;
- Chiến sỹ thi đua cấp tỉnh năm 2013;
- Ba (3) bằng khen của Trung ương Đoàn năm 2005, 2007, 2012;
- Một bằng khen của Tỉnh ủy Đắk Lắk năm 2013;
- Một bằng khen của Tổng cục Chính trị, Bộ Công an năm 2014;
- Bằng khen của Thủ tướng Nguyễn Xuân Phúc năm 2018;